# Mille Millnert
Claes Mille Victor Millnert, född 6 november 1952 i Norrköping, är en svensk professor och akademisk ledare och var från 2011 till 1 december 2013 generaldirektör för Vetenskapsrådet. Millnert var rektor för Linköpings universitet under åren 2004–2011.
Millnert är civilingenjör i teknisk fysik och elektroteknik med examen 1978 från Linköpings universitet. Han genomförde sina forskarstudier vid Linköpings tekniska högskola under ledning av professor Lennart Ljung, och blev 1982 teknologie doktor i reglerteknik.
Under studietiden var Millnert övningsassistent i linjär algebra vid matematiska institutionen. Under forskarutbildningen blev han i stället övningsassistent i reglerteknik, och har allt sedan dess hört hemma vid institutionen för systemteknik. Där fick han 1982 en tjänst som universitetslektor. Mellan 1985 och 1987 var han institutionens studierektor och det var också där han förklarades docentbehörig 1991. Åren 1994–1996 var han proprefekt och 1995 blev han biträdande professor. Vid Linköpings universitets professorsinstallation 2000 installerades han som professor i reglerteknik.
Under tiden 1996–2003 var Millnert dekanus vid Tekniska fakulteten, vilken han marknadsförde starkt under det gamla högskolenamnet, Linköpings tekniska högskola. Mellan 2000 och 2003 var han också en av universitetets tre vicerektorer, närmare bestämt vicerektor med ansvar för "informationsteknologins tillämpning inom universitetet".
Den 15 november 2004 installerades Millnert som rektor för Linköpings universitet. Han blev därmed universitetets femte rektor och den andre att installeras under högtidliga former. Sedan mitten av 1990-talet har han innehaft en rad styrelseuppdrag, bland annat i styrelsen för Ericsson Data Norrköping AB, Nordbanken i Linköping samt teknikparkerna ProNova Science Park och Mjärdevi Science Park.
Millnert är ledamot av Ingenjörsvetenskapsakademien sedan 2007.
Millnert är gift och har tre söner. Han har länge varit baskettränare för IFK Linköping, där han även varit aktiv i styrelsen som ledamot och ordförande.